# 7353 Kazuya
A 7353 Kazuya (ideiglenes jelöléssel 1995 AC1) a Naprendszer kisbolygóövében található aszteroida. Masanori Hirasawa és Shohei Suzuki fedezte fel 1995. január 6-án.